# Scylla (rappeur)
Pour les articles homonymes, voir Scylla.
Scylla, de son vrai nom Gilles Alpen, né le 14 octobre 1980 à Bruxelles, est un rappeur et slameur-poète belge. Il participe au collectif OPAK avant de poursuivre une carrière solo.

## Biographie
Scylla est originaire de Drogenbos, avant de vivre à Forest. Durant son adolescence, il se met à l'écriture.
En 2002, il débute dans le hip-hop, ayant envie d'exprimer son ressenti au travers du style musical « qui [l]e faisait vibrer depuis tout jeune », en participant à la fondation du collectif OPAK. Il prend le nom de scène de Scylla, en référence au monstre marin homonyme ; dans une interview donnée en 2009, il explique que ce choix est lié à une fascination pour le monde marin, combinée à la présence dans OPAK d'un rappeur appelé Karib, et évoquant ainsi Charybde,. Le groupe publie deux albums, L'Arme à l’œil en 2004 et Dénominateur commun en 2006.
Le rappeur participe au concours Musique à la française qu'il remporte en 2009,. Cette victoire lui assure une programmation dans divers festivals, dont Couleur café, Brussels Summer Festival, ainsi qu'aux fêtes de la musique à Lausanne. Scylla sort peu après son premier EP solo en 2009, Immersion, composé de cinq titres et d'un remix. En 2011, Scylla sort le maxi Thermocline, composé de neuf titres non retenus pour un album en cours de préparation. En juin 2012 sort le maxi Second souffle, sur lequel figurent la chanson du même nom ainsi que trois autres titres inédits.
Abysses, son premier album solo, est publié le 18 février 2013. Cet album comporte 15 titres, la plupart en solo, qui fait participer Tunisiano, REDK, Saké des Zakariens, et Furax. L'album reçoit un accueil positif de la critique, qui salue notamment la qualité des textes,. Abysses arrive à la 7e place de l'Ultratop 40 et se hisse à la 85e place en France.
Au niveau des featurings, il participe au remix de Dernier MC de Kery James, présent comme dernière piste de l'album homonyme. En 2014, Scylla collabore avec le pianiste Sofiane Pamart et DJ Flev, ce que Le Soir qualifie de « rencontre voix - machine - acoustique ».
Scylla publie, en octobre 2018, un nouvel album intitulé Pleine Lune, en collaboration avec Sofiane Pamart qui l'accompagne au piano.

## Style musical
La voix de Scylla est qualifiée de rauque, son univers de sombre,. Deux pochettes de disque renvoient à l'univers marin, également présent au travers de son nom de scène : Immersion contient un « double » du rappeur issu d'un « mur en liquéfaction » tandis que sur Abysses, l'on peut voir un cercle de pierre évoquant Stonehenge dans les flots.

## Discographie

### Singles
- 2013 : Triangle des Bermudes
- 2017 : Qui suis-je ?
- 2017 : Enchanté
- 2017 : Vivre
- 2018 : Charbon feat. Sofiane Pamart
- 2018 : L'Enfant et la Mer feat. Sofiane Pamart
- 2018 : Clash feat. Sofiane Pamart
- 2018 : Solitude feat. Sofiane Pamart
- 2018 : Voilier feat. Sofiane Pamart
- 2018 : Le monde est à mes pieds feat. Sofiane Pamart
- 2018 : Clope sur la Lune feat. Sofiane Pamart et Isha
- 2019 : Grand Casino
- 2019 : Ronaldo 9
- 2019 : Hollywood
- 2019 : NVM
- 2019 : Olympia feat. Sofiane Pamart
- 2019 : Sauvage feat. Sofiane Pamart et Rive
- 2019 : Animal nocturne feat. Sofiane Pamart et Lonepsi
- 2020 : Le Son de l'été
- 2020 : Un printemps sur Mars
- 2020 : Sales Mômes feat. Furax Barbarossa
- 2021 : Chanson d'amour
- 2021 : Mémoire vive
- 2022 : Le Cercle (de la bande originale de la série télévisée Fils de)

## Classements
| Année | Disque                              | Positions dans les charts | Positions dans les charts |
| Année | Disque                              | Belgique                  | France                    |
| ----- | ----------------------------------- | ------------------------- | ------------------------- |
| 2014  | Abysses                             | 7                         | 85                        |
| 2017  | Masque de chair                     | 6                         | 58                        |
| 2018  | Pleine Lune (avec Sofiane Pamart)   | 16                        | 83                        |
| 2019  | BX Vice                             | 7                         | 73                        |
| 2019  | Pleine Lune 2 (avec Sofiane Pamart) | 36                        | 104                       |

## Distinctions
- 2009 : Premier prix du concours Musique à la française 2009 (et dix prix secondaires)[6]
- 2014 : Octave musiques urbaines[16]
- 2021 : Nomination aux Chroniques lycéennes 2021-2022 de l'Académie Charles-Cros pour Chanson d'amour[17]